# 白鳥金丸
白鳥 金丸（しらとり かねまる、1942年（昭和17年）2月3日 - ）は、日本の体育学者、アマチュアボクシング選手。

## 経歴
青森県青森市出身。青森県立北斗高等学校卒業後、早稲田大学に進学。
接近戦を得意とする選手で、1962年から1964年にかけてライト級の全日本チャンピオン。1962年アジア競技大会（第4回、ジャカルタ）にボクシング種目 (Boxing at the 1962 Asian Games) で出場し、ライト級で銀メダルを獲得した。
早稲田大学在学時、1964年東京オリンピックに日本代表の一人として選ばれ男子ライト級で出場した。メダルへの期待が高かったとされるが、3回戦で敗れた。のちに早稲田大学の授業で「自分がメダルを取れなかった理由」として、外国人選手の態度の大きさに圧倒されたこと（乱痴気騒ぎに辟易して寝不足になったという）、日本のボクシングチームのキャプテンとして試合前日まで奔走したこと（バンタム級の桜井孝雄が行方不明になったとして大騒ぎになったが、桜井は渋谷のバーで一人で飲んでいたという。桜井は金メダルを獲得した）をエピソードとして紹介したという。
早稲田大学体育局（現在の競技スポーツセンター）に専任教員として迎えられのちに教授。体育指導に当たるとともに、体育学において研究成果を挙げた。『格闘家のためのボディメンテナンス』『ボクササイズ健康法』などの著書がある。